# Zabrojowce
Zabrojowce (biał. Заброеўцы, Zabrojeucy; ros. Заброевцы, Zabrojewcy) – wieś na Białorusi, w obwodzie grodzieńskim, w rejonie lidzkim, w sielsowiecie Chodorowce.

## Historia
W XIX i w początkach XX w. położone były w Rosji, w guberni wileńskiej, w powiecie lidzkim. Były siedzibą zarządu gminy Możejków Wielki i okręgu wiejskiego Zabrojowce.
W dwudziestoleciu międzywojennym leżały w Polsce, w województwie nowogródzkim, w powiecie szczuczyńskim (od 29 maja 1929, wcześniej w powiecie lidzkim), w gminie Żołudek. W 1921 miejscowość liczyła 139 mieszkańców, zamieszkałych w 31 budynkach, w tym 126 Białorusinów i 13 Polaków. 127 mieszkańców było wyznania prawosławnego i 12 rzymskokatolickiego.
Po II wojnie światowej w granicach Związku Sowieckiego. Od 1991 w niepodległej Białorusi.